# Євген Матюгін
Євген Матюгін (* рум. Eugen Matiughin, нар. 31 жовтня 1981) — молдовський футболіст. Виступає в Молдовському національному дивізіоні у складі кишинівської «Дачії».

## Біографія
Професійна кар'єра Євгена починалася в рідному місті Тирасполь, де виступав за місцевий «Тилігул». Так само 29-річний воротар відомий за виступами за «Ністру» Атаки і вірменський «Бананц». За столичну «Дачію» виступає з 2008 року. Один з лідерів клубу. Є капітаном команди. З 2004 року залучається до Національної збірної Молдови.

## Досягнення
- Чемпіон Молдови (1): 2010/2011.
- Володар суперкубку Молдови (1): 2011.
- Срібний призер чемпіонату Молдови (3): 2008/2009, 2011/2012, 2012/2013.
- Фіналіст кубку Молдови (2): 2008/2009, 2009/2010.